# Wielersport op de Olympische Zomerspelen 1948

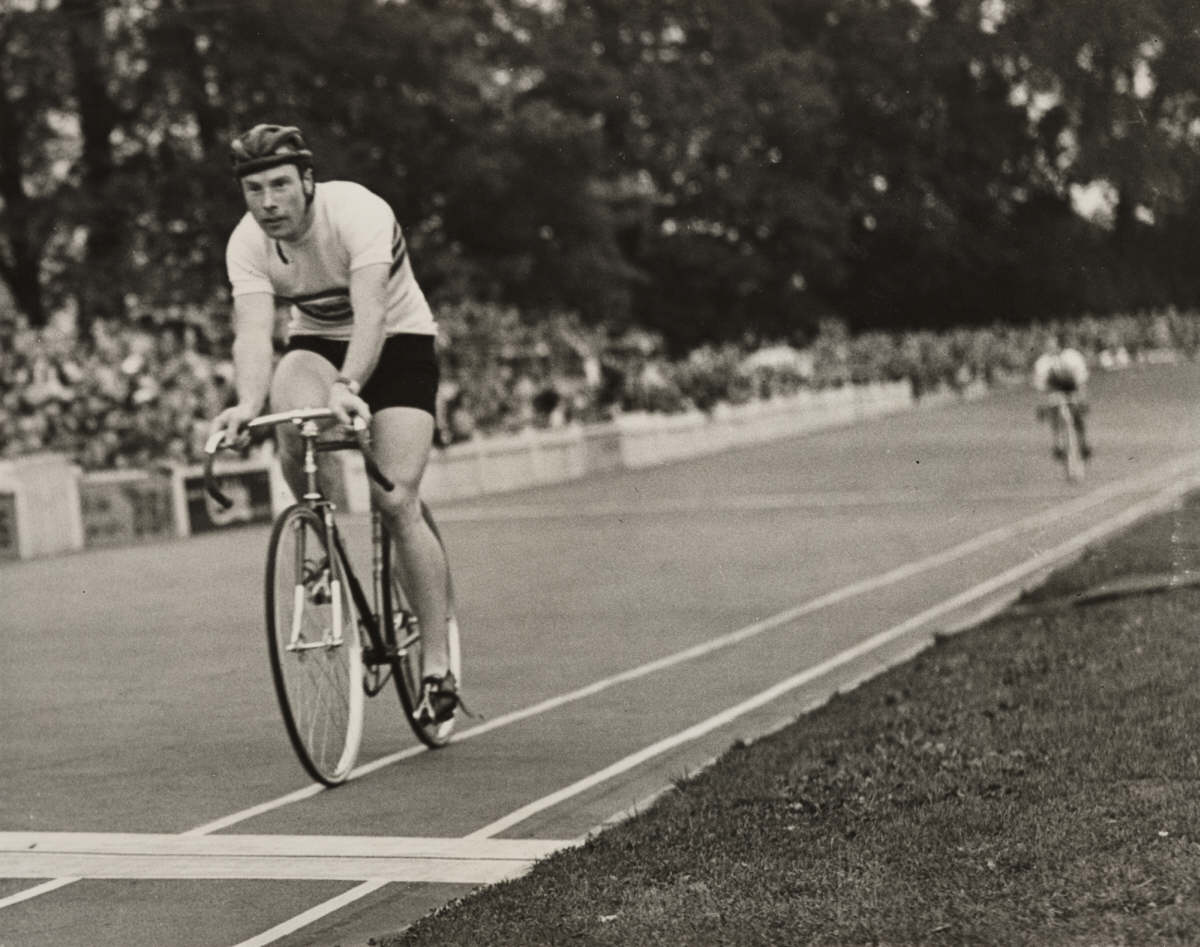
Reg Harris wint de kwartfinale van de 1000m op de Olympische Zomerspelen 1948

De wielersport is een van de sporten die beoefend werden tijdens de Olympische Zomerspelen 1948 in Londen.

## Heren

### baan

#### tijdrit, 1000 m
| rang   | sporter(s)        | land | tijd   |
| ------ | ----------------- | ---- | ------ |
| Goud   | Jacques Dupont    | FRA  | 1:13.5 |
| Zilver | Pierre Nihant     | BEL  | 1:14.5 |
| Brons  | Thomas Godwin     | GBR  | 1:15.0 |
| 4      | Hans Flückiger    | SUI  | 1:15.3 |
| 5      | Axel Schandorff   | DEN  | 1:15.5 |
| 6      | Sidney Pattersson | AUS  | 1:15.7 |
| 7      | John Heid         | USA  | 1:16.2 |
| 8      | Walter Freitag    | AUT  | 1:16.8 |

#### sprint, 1000 m
| rang   | sporter(s)            | land | tijd      |
| ------ | --------------------- | ---- | --------- |
| Goud   | Mario Ghella          | ITA  | 12.2 12.0 |
| Zilver | Reg Harris            | GBR  |           |
| Brons  | Axel Schandorff       | DEN  | 12.9 12.0 |
| 4      | Charles Bazzano       | AUS  |           |
| 5      | John Heid             | USA  |           |
| 5      | Hernán Masanés Gimeno | CHI  |           |
| 5      | Luis Rocca            | URU  |           |
| 5      | Eduard van de Velde   | BEL  |           |

#### tandem, 2000 m
| rang   | sporter(s)                        | land | tijd            |
| ------ | --------------------------------- | ---- | --------------- |
| Goud   | Renato Perona Ferdinando Terruzzi | ITA  | -11.1 11.3 11.6 |
| Zilver | Alan Bannister Reg Harris         | GBR  |                 |
| Brons  | Gaston Dron René Faye             | FRA  | 11.7 12.2       |
| 4      | Jean Roth Max Aeberli             | SUI  |                 |
| 5      | Louis Van Schil Roger De Pauw     | BEL  |                 |
| 5      | Tinus van Gelder Klaas Buchly     | NED  |                 |
| 5      | Hans Andresen Evan Klamer         | DEN  |                 |
| 5      | Marvin Thompson Alfred Stiller    | USA  |                 |

#### ploegachtervolging, 4000 m
| rang   | sporter(s)                                                                | land | tijd   |
| ------ | ------------------------------------------------------------------------- | ---- | ------ |
| Goud   | Fernand Decanali Pierre Adam Serge Blusson Charles Coste                  | FRA  | 4:57.8 |
| Zilver | Rino Pucci Arnaldo Benfenati Guido Bernardi Anselmo Citterio              | ITA  | 5:36.7 |
| Brons  | Wilfrid Waters Robert Geldard Thomas Godwin David Ricketts                | GBR  | 4:55.8 |
| 4      | Atilio Francois Juan de Armas Luis Angel de los Santos Waldemar Bernatzky | URU  | 5:04.4 |
| 5      | Max Jørgensen Børge Gissel Børge Mortensen Benny Schnoor                  | DEN  |        |
| 5      | Jozef De Beukelaere Maurice Blomme Georges van Brabant Raphaël Glorieux   | BEL  |        |
| 5      | Sidney Pattersson Jim Nestor Jack Hoobin Russell Mockridge                | AUS  |        |
| 5      | Walter Bucher Gaston Gerosa Eugen Kamber Hans Pfenninger                  | SUI  |        |

### Weg

#### individueel
Afstand: 194.6 km
| rang   | sporter(s)        | land | tijd      |
| ------ | ----------------- | ---- | --------- |
| Goud   | José Beyaert      | FRA  | 5:18:12.6 |
| Zilver | Gerrit Voorting   | NED  | 5:18:16.2 |
| Brons  | Lode Wouters      | BEL  | 5:18:16.2 |
| 4      | Léon De Lathouwer | BEL  | 5:18:16.2 |
| 5      | Nils Johansson    | SWE  | 5:18:16.2 |
| 6      | Robert Maitland   | GBR  | 5:18:16.2 |
| 7      | Jack Hoobin       | AUS  | 5:18:18.2 |
| 8      | Gordon Thomas     | GBR  | 5:18:18.2 |

Slechts 28 renners voltooiden de wedstrijd.

#### ploegen
De tijden van de 3 best geklasseerde renners per land van de individuele wegwedstrijd werden bij elkaar opgeteld.
| rang   | sporter(s)                                           | land | tijd                          | totale tijd |
| ------ | ---------------------------------------------------- | ---- | ----------------------------- | ----------- |
| Goud   | Lode Wouters Léon De Lathouwer Eugène Van Roosbroeck | BEL  | 5:18:16.2 5:21:45.0           | 15:58:17.4  |
| Zilver | Robert Maitland Gordon Thomas Ian Scott              | GBR  | 5:18:16.2 5:18:18.2 5:26:57.2 | 16:03:31.6  |
| Brons  | José Beyaert Alain Moineau Jacques Dupont            | FRA  | 5:18:12.6 5:21:45.0 5:28:21.8 | 16:08:19.4  |
| 4      | Alfo Ferrari Silvio Pedroni Franco Fanti             | ITA  | 5:21:45.0 5:29:35.2           | 16:13:05.2  |
| 5      | Nils Johansson Harry Snell Åke Olivestedt            | SWE  | 5:18:16.2 5:28:22.2 5:33:48.2 | 16:20:26.6  |
| 6      | Jakob Schenk Jean Brun Walter Reiser                 | SUI  | 5:21:45.0 5:26:54.0 5:34:25.2 | 16:23:04.2  |
| 7      | Ceferino Perone Dante Benvenuti Miguel Sevillano     | ARG  | 5:33:15.4                     | 16:39:46.2  |

Van slechts 7 landen kwamen er minstens 3 renners aan de finish.

## Medaillespiegel
| rang   | land             | goud | zilver | brons | totaal |
| ------ | ---------------- | ---- | ------ | ----- | ------ |
| 1      | Frankrijk        | 3    | 0      | 2     | 5      |
| 2      | Italië           | 2    | 1      | 0     | 3      |
| 3      | België           | 1    | 1      | 1     | 3      |
| 4      | Groot-Brittannië | 0    | 3      | 2     | 5      |
| 5      | Nederland        | 0    | 1      | 0     | 1      |
| 6      | Denemarken       | 0    | 0      | 1     | 1      |
| totaal | totaal           | 6    | 6      | 6     | 18     |